# Charlotte Leys
Pour les articles homonymes, voir Leys.
Charlotte Leys est une joueuse de volley-ball belge née le 18 mars 1989 à Poperinge. Elle mesure 1,84 m et joue au poste de réceptionneuse-attaquante.

## Clubs
| Club                 | De        | À         |
| -------------------- | --------- | --------- |
| Asterix Kieldrecht   | 2007-2008 | 2009-2010 |
| Pałac Bydgoszcz      | 2010-2011 | 2010-2011 |
| MKS Dąbrowa Górnicza | 2011-2012 | 2012-2013 |
| Atom Trefl Sopot     | 2013-2014 | 2014-2015 |
| Galatasaray İstanbul | 2015-2016 | 2016-2017 |
| Bursa BBSK           | 2017-2018 | 2017-2018 |
| Galatasaray İstanbul | 2018-2019 | 2018-2019 |
| Budowlani Łódź       | 2019-2020 | …         |

## Palmarès

### Équipe nationale
- Ligue européenne
  - Finaliste : 2013.

### Clubs
- Championnat de Belgique
  - Vainqueur : 2008, 2010.
- Coupe de Belgique
  - Vainqueur : 2010.
- Challenge Cup
  - Finaliste : 2010, 2018.
- Coupe de Pologne
  - Vainqueur : 2012, 2015.
- Supercoupe de Pologne
  - Vainqueur : 2012.
  - Finaliste : 2013.
- Championnat de Pologne
  - Finaliste : 2013, 2015.
- Coupe de la CEV
  - Finaliste : 2015, 2016.
- Championnat de Turquie
  - Finaliste : 2017.

### Distinctions individuelles
- Ligue européenne de volley-ball féminin 2013: MVP[4].